# ملعب نويفو مونيمينتال
ملعب نويفو مونيمينتال (بالإنجليزية: Estadio Nuevo Monumental)‏ هو ملعب كرة قدم يقع في الأرجنتين، يتسع لـ 16,000 متفرج.

## التاريخ
افتتح الملعب في 1954.